# 邱波
邱波（1993年1月31日—），四川內江人，中國男子跳水運動員。曾多次刷新男子单人十米跳台得分的世界紀錄，亦為首個在国际大赛中得到超過600分的选手。

## 生涯
- 1998年進入內江市體校練蹦床。
- 2000年送入省跳水隊訓練。
- 2007年調入四川省優秀運動隊跳水隊訓練。
- 2008年正式調入國家跳水隊集訓。
- 2009年第一次參加2009年世界游泳錦標賽，四川首位參加世錦賽男子跳臺比賽的選手，在男子10米高臺跳水賽事中以532.2分

奪得亞軍。
- 2011年世界游泳錦標賽，邱波在男子雙人10米高台跳水比赛与火亮搭档以480.03分夺冠，男子單人10米高臺跳水比賽以585.45分夺冠。
- 2012年，邱波代表中国出戰英國倫敦舉行的奥林匹克运动会跳水比賽男子10米高臺賽事，以566.85分获得银牌。
- 2013年世界游泳錦標賽，邱波在男子單人10米高臺跳水比賽中以581分衛冕成功。
- 2015年世界游泳錦標賽，邱波在男子單人10米高臺跳水比賽中以587分实现世锦赛三连冠。
- 2016年里约奥运会男子單人10米高臺跳水比賽，以总分488.20分位列第6。

## 主要成績
- 2009年世界游泳錦標賽男子10米高台亞軍
- 2009國際泳聯跳水大獎賽常州站男子10米高台亞軍
- 2009國際泳聯跳水大獎賽謝菲爾德站男子10米高台季軍
- 2009國際泳聯跳水系列賽卡塔爾站男子10米高台季軍
- 2010年夏季青年奧運跳水項目3米及10米高台冠軍